# ARASHI's Diary -Voyage-
「ARASHI’s Diary -Voyage-」（アラシズ ダイヤリー ボヤージュ）は、日本時間2019年12月31日17時よりNetflixで配信開始された嵐のドキュメンタリー。28か国語にて全世界190か国で配信。

## 概要
2020年12月31日の活動休止まで、約2年間嵐の5人に密着。
嵐の活動休止までに掛ける覚悟や揺れ動く想いなど、嵐5人の姿を絶えず追い続け、リアルな5人を配信したドキュメンタリー作品。
2021年2月の最終話までに全24話が配信された。
嵐の活動休止までの活動やメンバーの思いについて、リアルタイムに、また世界中のファンへ届けるためにジャニーズ事務所が企画し、Netflixにて配信が決まったものである。
配信にあたり、メンバーの松本潤は「20年活動してきた僕らが、2020年末で活動休止するのは何故か。そして、僕らがその時『何を思い、何をしたか』。その瞬間を一年間、伝えていきたいと思います」と説明。「僕自身、どんなドキュメンタリーになるのか今は想像がついていませんが、嘘偽りのない僕らがそこに映っています。今まで僕らを知らなかった方にも、『日本にはこんなエンターテインメントがあったんだ』と興味を持ってもらい、日本の文化や人間性に触れてもらうきっかけになったら嬉しいです」と思いの丈を述べている。
全24話中5話は、メンバー個人にフォーカスを当てた個人話となっている。
作品を進行していくナレーション、コメントや状況説明を補足するテロップを入れる日本のドキュメンタリー作品と異なり、テンポ重視でカット割りも多め、ノーナレーション、画面をテロップで汚すこともないグローバルスタンダードに基づいた作りになっている。

## エピソード
| 通算 話数                                                                                         | タイトル                                                                      | 公開日         |
| ------------------------------------------------------------------------------------------------- | ----------------------------------------------------------------------------- | -------------- |
| 1                                                                                                 | "二十年" "20 Years"                                                           | 2019年12月31日 |
| 二十年の活動期間および休止についてメンバーが語る。22分。                                          |                                                                               |                |
| 2                                                                                                 | "5×20" "5x20"                                                                 | 2020年1月28日  |
| 20周年アニバーサリーツアーの制作およびリハーサル。36分。                                          |                                                                               |                |
| 3                                                                                                 | "でも 僕らは" "The Five of Us"                                                | 2020年2月29日  |
| 20周年アニバーサリーツアーの制作およびリハーサル。35分。                                          |                                                                               |                |
| 4                                                                                                 | "ずっと 5人で" "Always Together"                                              | 2020年2月29日  |
| 20周年アニバーサリーツアー会場リハーサルおよび本番。30分                                          |                                                                               |                |
| 5                                                                                                 | "それぞれの想い" "Thoughts and Feelings"                                      | 2020年3月31日  |
| 20周年アニバーサリーツアー本番や舞台裏。21分。                                                    |                                                                               |                |
| 6                                                                                                 | "活動休止を発表" "Hiatus"                                                     | 2020年3月31日  |
| 活動休止の告知動画撮影および発表会見。44分。                                                      |                                                                               |                |
| 7                                                                                                 | "AIBA's Diary"                                                                | 2020年4月21日  |
| 相葉雅紀の紹介。28分。                                                                            |                                                                               |                |
| 8                                                                                                 | "SHO's Diary"                                                                 | 2020年5月29日  |
| 櫻井翔の紹介。33分。                                                                              |                                                                               |                |
| 9                                                                                                 | "2020年4月" "April 2020"                                                      | 2020年6月5日   |
| 緊急事態宣言の中でワクワク学校オンラインやYoutubeでの紙芝居を企画するメンバー。19分。             |                                                                               |                |
| 10                                                                                                | "世界中に嵐を" "Storming the World Stage"                                     | 2020年6月30日  |
| 世界進出に向けて様々なプロデューサーに会い、Rebornシリーズの制作・レコーディングを始める。 26分。 |                                                                               |                |
| 11                                                                                                | "Turning Up"                                                                  | 2020年7月31日  |
| 「Turning Up」のレコーディング、振付、MV撮影。 24分。                                             |                                                                               |                |
| 12                                                                                                | "デジタルの世界へ" "Into the Digital Age"                                     | 2020年8月31日  |
| Youtubeチャンネル開設、SNS開設、デジタル配信開始およびそれらの発表会見。 34分。                   |                                                                               |                |
| 13                                                                                                | "2019年11月" "November 2019"                                                  | 2020年9月30日  |
| 国民祭典で奉祝曲披露、アジア4か国にてJET STORM。 25分。                                           |                                                                               |                |
| 14                                                                                                | "5×20 Tour Final"                                                             | 2020年9月30日  |
| 20周年アニバーサリーツアー最終公演およびそのライブビューイング。 32分。                           |                                                                               |                |
| 15                                                                                                | "2020年" "2020"                                                               | 2020年10月19日 |
| 新型コロナウイルスの世界的感染拡大により様々な企画が中止・変更を余儀なくされていく。 33分。       |                                                                               |                |
| 16                                                                                                | "OHNO's Diary"                                                                | 2020年10月31日 |
| 大野智の紹介。 35分。                                                                             |                                                                               |                |
| 17                                                                                                | "アラフェス2020に向かう" "The Lead-up to ARAFES 2020"                         | 2020年10月31日 |
| IN THE SUMMERのMV撮影、アラフェス2020について開催可否を話し合う。 31分。                          |                                                                               |                |
| 18                                                                                                | "11月3日へ" "Preparing for November 3rd"                                      | 2020年11月20日 |
| This is 嵐の制作・レコーディング、アラフェス2020の制作・リハーサル。 33分。                       |                                                                               |                |
| 19                                                                                                | "NINO's Diary"                                                                | 2020年11月30日 |
| 二宮和也の紹介。 31分。                                                                           |                                                                               |                |
| 20                                                                                                | "7年振りの国立競技場" "The Long-awaited Return to the Japan National Stadium" | 2020年11月30日 |
| アラフェス2020の会場リハーサルおよび本番。 37分。                                                 |                                                                               |                |
| 21                                                                                                | "JUN's Diary"                                                                 | 2020年12月16日 |
| 松本潤の紹介。 44分。                                                                             |                                                                               |                |
| 22                                                                                                | "2020年12月31日に向かう 前編" "The Lead-up to December 31st, 2020: Part 1"    | 2020年12月31日 |
| This is 嵐 LIVE 2020.12.31の制作、みんなで準備だTVの制作。 33分。                                 |                                                                               |                |
| 23                                                                                                | "2020年12月31日に向かう 後編" "The Lead-up to December 31st, 2020: Part 2"    | 2020年12月31日 |
| This is 嵐 LIVE 2020.12.31に向かうメンバーの思い。 22分。                                         |                                                                               |                |
| 24                                                                                                | "We are ARASHI"                                                               | 2021年2月28日  |
| This is 嵐 LIVE 2020.12.31本番当日のメンバーの様子。 47分。                                       |                                                                               |                |

## 出演
- 相葉雅紀
- 松本潤
- 二宮和也
- 大野智
- 櫻井翔

## スタッフ
- 演出：原田陽介
- エグゼクティブ・プロデューサー：藤島ジュリーK.、坂本和隆